# دانيال ألبرشت
دانيال ألبرشت هو متزحلق جبال الألب سويسري، ولد في 25 مايو 1983 في Fiesch ‏ في سويسرا.

## وصلات خارجية
- الموقع الرسمي
- دانيال ألبرشت على موقع الاتحاد الدولي للتزلج (التزلج على المنحدرات الثلجية) (الإنجليزية)
- دانيال ألبرشت على موقع أوليمبيديا (الإنجليزية)